# Hans Aumeier
Hans Aumeier (Amberg, 20 de agosto de 1906 - Cracóvia, 28 de janeiro de 1948) foi um comandante da SS durante a era nazista e vice-comandante do campo de concentração de Auschwitz. Um dos criminosos mais importantes de Auschwitz, ele foi extraditado para a Polônia, onde foi condenado e sentenciado à morte. Aumeier foi executado em 1948.

## Vida antes da guerra
Aumeier nasceu em 20 de agosto de 1906 na pequena cidade de Amberg, na região da Baviera, onde freqüentou o ensino fundamental por quatro anos e depois o ensino médio por apenas três anos. Em 1918, ele deixou a escola sem qualificações, e iniciou um aprendizado como torneiro e montador em uma fábrica de rifle local, seguindo a carreira de seu pai. Em 1923, ele deixou a pequena fábrica em Amberg e começou a trabalhar para uma empresa maior em Munique. Em 1925, ele tentou ingressar no Reichswehr, mas falhou e retornou à fábrica de fuzis em Munique, mas não conseguiu se estabelecer e, depois de assumir posições semelhantes em outras fábricas em Berlim, Bremen e Colônia, ele ficou desempregado. Durante o período de 1926 a 1929, Aumeier mudou-se de um emprego para outro e ficou sem emprego, fazendo trabalhos de meio período e empregos de verão para sobreviver. Ele foi um dos primeiros membros do Partido Nazista, ingressando em dezembro de 1929, e em 1931 ingressou na SA e logo foi empregado como motorista na sede da SA em Berlim. Mais tarde, em dezembro de 1931, ele foi transferido para a SS, onde trabalhou na garagem como motorista e estava na equipe do chefe da SS, Heinrich Himmler. 

## Atrocidades em Auschwitz
Em 1 de fevereiro de 1942, ele foi transferido para o campo de concentração de Auschwitz e foi nomeado chefe do Departamento III e nomeado vice-comandante em Auschwitz I, onde permaneceu até 16 de agosto de 1943. Foi durante esse período em Auschwitz que Aumeier fez seu nome, responsável por muitos métodos draconianos, incluindo tortura, espancamentos e execuções. Em 19 de março de 1942, 144 mulheres foram fuziladas no muro de execução por ordem de Aumeier. Em 27 de maio de 1942, ele esteve presente novamente em uma execução em massa de 168 prisioneiros que foram fuzilados da mesma maneira. 

### Corrupção
Em 18 de agosto de 1943, Aumeier foi considerado culpado de práticas corruptas e roubo de ouro das vítimas de gaseamento, e, como resultado, foi transferido de Auschwitz por ordem pessoal do comandante Rudolf Höss. 

## Vida após Auschwitz
Depois de ter recebido alta de Auschwitz, Aumeier foi enviado ao campo de concentração de Vaivara na Estônia como comandante e permaneceu lá até agosto de 1944, quando o campo foi evacuado e todos os seus prisioneiros ficaram sob responsabilidade do comandante do campo de concentração de Stutthof. Em 20 de agosto, Aumeier se juntou a um batalhão de polícia que fazia parte do (Grupo de Batalha) de Friedrich Jeckeln, situado perto de Riga, na Letônia. Aqui, Aumeier participou de seu único compromisso na linha de frente com o inimigo, enquanto sua unidade tentava atacar a ilha estoniana de Osel, mas não obteve êxito. Que papel ele desempenhou nesse ataque não está claro.
Em outubro de 1944, pouco antes da rendição de Riga, recebeu ordens de se apresentar ao SS-Gruppenführer Richard Glücks em Oranienburg. Ele aproveitou a oportunidade para perguntar a Glücks se ele poderia voltar para sua antiga unidade no campo de concentração de Dachau para que ele pudesse visitar sua família. Seu pedido foi atendido, mas ele ficou doente com uma lesão ocular antiga e foi enviado ao hospital; ele permaneceu lá até janeiro de 1945. Quando foi finalmente dispensado, ele retornou a Oranienburg e lhe perguntaram se ele queria ir para a Noruega ocupada para se tornar comandante de um novo campo de concentração em Mysen. Ele pediu licença para visitar sua família, mas desta vez foi recusado e lhe disseram para se reportar ao SS-Sturmbannführer Max Pauly imediatamente quem o informaria.
Em 22 de janeiro, ele chegou a Oslo, conheceu Pauly e lhe disseram que ele tinha que supervisionar a construção de um campo para abrigar aproximadamente 3.000 prisioneiros para serem usados em trabalho escravo. Parece que Aumeier conseguiu construir este campo e seu tratamento dos prisioneiros era muito diferente do modo como ele tratava os prisioneiros em Auschwitz. Ele trabalhou em estreita colaboração com a Cruz Vermelha Norueguesa e até os deixou entrar no campo. Em 7 de maio de 1945, Aumeier abriu o campo e liberou os prisioneiros; no dia seguinte, o campo estava vazio.

## Julgamento e condenação
Em 11 de junho de 1945, Aumeier foi preso no campo de Terningmoen (um campo militar situado em Elverum, Noruega) como resultado de informações obtidas pelo serviço secreto britânico MI6. Ele ainda estava de uniforme da SS e admitiu quase imediatamente seu nome e posto. Ele foi entregue aos oficiais de inteligência dos Estados Unidos na prisão de Akershus para o interrogatório em agosto de 1945. Em 1946, ele foi extraditado para a Polônia para ser julgado como criminoso de guerra junto com outros trinta e nove membros da equipe da SS de Auschwitz-Birkenau. O julgamento durou de 25 de novembro a 16 de dezembro de 1947, e Aumeier afirmou que, se fosse considerado culpado e sentenciado à morte, "morreria como um 'Sündenbock' um (bode expiatório) pela Alemanha". Ele disse ao tribunal que nunca havia matado ninguém em Auschwitz, e negado o conhecimento das câmaras de gás. Em 22 de dezembro, Aumeier foi condenado à morte e foi enforcado em 28 de janeiro de 1948 na prisão de Montelupich, Cracóvia. 